# Only Time Will Tell
Only Time Will Tell ist ein Jazzalbum des Mike Longo Trios mit Paul West und Lewis Nash. Die Aufnahmen entstanden am 28. September 2016 in Paramus, New Jersey und erschienen am 31. März 2017 auf dem Label Consolidated Artists. Das Album war Longos zwanzigstes für das CAP-Label und sein 26. Album  seit seinem Debüt als Bandleader 1962. Es waren die letzten Aufnahmen des Pianisten, der im März 2020 starb.

## Hintergrund
Longo wird auf Only Time Will Tell von dem Bassisten Paul West und dem Schlagzeuger Lewis Nash begleitet. West hatte zwei Stationen mit Dizzy Gillespie absolviert – in den 1950er-Jahren mit der Dizzy Gillespie Big Band und erneut in den 1960er Jahren mit dessen Quintett, zu dem auch Mike Longo gehörte. Auch Lewis Nash hatte in den folgenden Jahren mehrmals mit Gillespie zusammengearbeitet.
Auf der CD sind zwei Kompositionen von Dizzy Gillespie enthalten; das schnelle Wheatleigh Hall wurde 1957 erstmals vom Trompeter auf einem Album mit Sonny Rollins und Sonny Stitt aufgenommen. Das sanft swingende Just a Thought, das Gillespie in den 1960er-Jahren als Pianonummer geschrieben hatte, war noch nie zuvor aufgenommen worden. Zu Longos weiterer Auswahl an Melodien gehören Jazzstandards wie Thelonious Monks Nutty and Brilliant Corners, Oscar Pettifords Bohemia After Dark sowie die Titel Memories of You, und Exactly Like You aus dem Great American Songbook und Ruby (aus dem King-Vidor-Film Wildes Blut von 1952), außerdem vier Originalkompositionen von Mike Longo, einschließlich des Titelstücks, des Bossa-Nova-beeinflussten Stepping Up und Conflict of Interest, zuerst 1994 auf dem Dizzy Gillespie gewidmeten  Quintettalbum I Miss You John erschienen. Das Titelstück wurde nach Angaben Longos von einem Dokumentarfilm über den US-Präsidenten Lyndon B. Johnson inspiriert. „Ich begann ihn zu bemitleiden und ging zum Klavier und schrieb es“, sagt Longo. Zur Bedeutung des Titels meinte er, „dass die Dinge nach Ablauf der Zeit anders aussehen können, als wenn Sie sie ursprünglich wahrgenommen haben.“

## Titelliste
- Mike Longo: Only Time Will Tell (Consolidated Artists CAP1054)

1. Tomorrow
2. Stepping up (Longo)
3. Nutty  (Monk)
4. Bohemia After Dark (Pettiford)
5. Only Time Will Tell (Longo)
6. Why Not Me (Longo)
7. Exactly Like You (Jimmy McHugh, Dorothy Fields)
8. Just a Thought  (Gillespie)
9. Ruby (Heinz Eric Roemfield)
10. Brilliant Corners (Monk)
11. Conflict of Interest (Longo)
12. Wheatleigh Hall (Gillespie)
13. Memories of You (Eubie Blake)

## Rezeption
Nach Ansicht von Bob Doerschuk, der an das Album im Down Beat vier Sterne vergab, schöpft Mike Longo aus zwei Quellen auf dem starken Album Only Time Will Tell; „eine ist seine Ehrfurcht vor dem klassischen Repertoire – seiner Vertrautheit und Handwerkskunst. Die andere ist seine Geschichte als Modernist, insbesondere in seiner Zugehörigkeit zu Dizzy Gillespie und seiner Zuneigung zu Thelonious Monk. Während des gesamten Albums verblassen die Unterschiede zwischen diesen beiden Quellen, und die Ähnlichkeiten bleiben bestehen.“
Bei den Monk-Melodien nähern sie sich Eigenheiten Monks verbunden mit Merkmalen des eigenen Stils. Dies funktioniere gut genug bei Brilliant Corners. Die Longo-Originale scheinen nach Ansicht des Autors „aus einzelnen Samen zu wachsen. Bei ‚Conflict Of Interest‘ handelt es sich um eine aufsteigende linke Figur auf dem Klavier. Auf dem Titeltrack, einer Ballade, ist es die Melodie, die Longo wunderschön konzipiert und zärtlich gespielt hat.“ Zu den Höhepunkten des Albums zählt Doerschuk den ersten und den letzten Titel. „Zum Auftakt kreiert Longo ein cleveres Arrangement für die Shownummer ‚Tomorrow‘ und das sehr langsame ‚Memories of You‘“.
Stephen Cerra (Jazz Profiles) schrieb: „Mikes Herangehensweise an das Jazzpiano-Trio ist stark von seinem Hintergrund als Komponist und Arrangeur für seine eigene Big Band beeinflusst. Er wendet die gleichen strukturierten Themen auf seine Trio-Arbeit an, so dass alles von etwas kommt: Es gibt Einführungen, Zwischenspiele und Intervalle; Klavier-, Bass- und Trommelfunktionen; Up-Tempo-, Medium-Swing- und Balladen-Song-Auswahl – eine ganze Reihe von Arrangeur-Konzepten, die die Musik ständig verändern und interessant halten.Und dann ist da noch die unübertroffene Musikalität von Mike, Paul West und Lewis Nash; Alle drei sind auf ihren Instrumenten extrem erfolgreich, aber erfahren und selbstlos genug, um einander zuzuhören und gemeinsam aufregende und anregende Musik zu machen.“